# Окрылённый (эсминец, 1986)
«Окрылённый» — 8-й эскадренный миноносец проекта 956 «Сарыч» (код НАТО — «Sovremenny class destroyer»).

## История строительства
Заложен на заводе № 190 им. А. А. Жданова 16 апреля 1986 года (строительный № 868), спущен 31 мая 1986 года. Крёстная мать корабля — Нина Жарких. Прошёл швартовные испытания с 30 сентября по 31 октября 1987 года, государственные ходовые испытания с 1 ноября по 2 декабря того же года (пройдено 5000 морских миль), принят флотом 30 декабря 1987 года, 10 января 1988 года на корабле был поднят советский военно-морской флаг, 26 марта 1988 года эсминец вступил в состав Советского Военно-Морского Флота. На период строительства был включён в состав 13 бригады строящихся и ремонтирующихся кораблей (13 брстремк) Ленинградской военно-морской базы, на период испытаний включён в состав 76-й бригады ракетных кораблей 12-й дивизии ракетных кораблей с базированием на военно-морскую базу Лиепая.

## Служба
С 5 по 24 августа 1988 года осуществил переход из Лиепаи в Североморск, вступил в состав 56-й бригады эсминцев 7-й оперативной эскадры Северного флота. С 21 по 30 декабря этого же года обеспечивал боевое охранение ТАРКР «Калинин» во время межфлотского перехода (пройдено 2430 морских миль).
С 4 по 17 марта 1989 года «Окрылённый» в составе КУГ осуществлял непосредственное слежение за учениями НАТО «Норд Стар», проходившими в Норвежском море, следил за действиями авианосца «Арк Ройял» и десантного корабля «Интрепид». 1 декабря 1989 года вновь вышел в море, с 4 января 1990 года нёс боевую службу в Средиземном море. В период с 14 по 31 марта осуществил деловой заход в Тартус, с 14 по 21 апреля следил за американской АУГ в составе «Дуайт Эйзенхауэр», ракетного крейсера «Тикондерога» и др. Возвратился с боевой службы в Североморск 13 июня 1990 года. За время боевой службы прошёл 21 702 морские мили. Оценка боевой службы — «отлично». В том же году корабль получил Приз ГК ВМФ за артиллерийскую стрельбу с вручением Переходящего знамени.
Вышел на новую боевую службу в Северную Атлантику 4 января 1991 года, сопровождал ТАРКР «Калинин» на переходе в Средиземное море. Дойдя до Гибралтара, лёг на обратный курс и 23 января вернулся в Североморск, пройдя 6053 морские мили. Снова вышел в море 15 августа 1991 года для нанесения визита в Плимут (Великобритания), но 19 августа был возвращён в связи с ГКЧП, пройдя за поход 3047 морских миль.
Участвовал в отработке пусков модернизированных ракет «Москит». В 1992 году участвовал в учениях, в следующем году отрабатывал все виды боевой подготовки. 6 января 1994 года корабль был поставлен в док судоремонтного завода № 82 в Росляково, 9 марта выведен в резерв 2 категории. В апреле 1997 года эсминец посетил Главком ВМФ Ф. Громов. Так как сроки среднего ремонта и положенных освидетельствований истекли, руководство флота приняло решение хранением материальной части без консервации эсминец «Окрылённый» не восстанавливать; 29 ноября 1998 года корабль был исключён из состава флота и выведен после конвертовки в Североморск.
С момента подъёма флага корабль прошёл 69 483,7 морских миль. Правительственными наградами на корабле были отмечены 40 человек, из них один орденом.

## Командиры
- С 7 января 1987 года — капитан 2 ранга Баточенко Владимир Борисович[2];
- С 12 сентября 1988 года — капитан 2 ранга Фомин Владимир Александрович;
- С 3 октября 1991 года — капитан 2 ранга Никошин Александр Анатольевич;
- С 13 февраля 1997 года — капитан 2 ранга Сторожев Олег Петрович.

## Бортовые номера
В ходе службы эсминец сменил ряд следующих бортовых номеров:
- 1988 год — № 670;
- 1990 год — № 444;
- 1991 год — № 424;
- 1996 год — № 415.